# Orbán István (tisztviselő)
Orbán István (Csíkcsomortán, 1900. augusztus 20. – Temesvár, 1958. szeptember 1.) tisztviselő, a Szoboszlay Aladár vezette összeesküvésben való részvétele miatt halálra ítélték és kivégezték.

## Családja
Jó módú székely földműves családból származott. 
Édesapja Orbán Péter (Csíkcsomortán, 1855. január 14. – ?), édesanyja Bakó Teréz            (Csíkcsomortán, 1863. február 18. – ?) 1881. június 13-án kötöttek házasságot  Csíksomlyón.

## Élete
Orbán István 1940 és 1944 között a csíkszeredai római katolikus főgimnázium végzettjeként adóügyi tisztviselőként dolgozott. 1944 őszén a front elől családjával elmenekült, Szombathelyig jutottak. A háború befejezése után ökrös szekérrel indultak vissza Csíkszereda felé. A hat hétig tartó „szekerezés” során megtapasztalták a háború minden borzalmát, az átvonuló Vörös Hadsereg fosztogatását. Orbán István ettől kezdve csak gazdálkodott és ellensége lett a kollektivizálásnak.
Tamás Imre tanító 1956 januárjában szervezte be a mozgalomba. Egyetértett azokkal az elképzelésekkel, melyek azt szorgalmazták, hogy a gyárakat, földbirtokokat vissza kell adni jogos tulajdonosaiknak. Szoboszlay Aladár 1956 januárjában személyesen is felkereste Orbán Istvánt. Csíktaplocai lakásukban szállt meg. Ekkor alakult meg a csíkszeredai csoportosulás. Orbán István lett a Szoboszlay Aladár-féle szervezkedés székelyföldi katolikus csoportosulás vezetője, hatásköre Gyergyótól Orbaiszékig terjedt. Orbán István háza lett a székelyföldi „hálózat” központja, amelynek tagjai: Orbán István, Tamás Imre, Tamás Dezső és Orbán István fia Orbán Péter voltak. Később hozzájuk csatlakozott Gyenge Dénes mészáros, Kőszegi Dénes tanító és Györgypál Antal gazdálkodó is.
1956. augusztus 27-én Orbán István házában döntötték el, hogy az első felkelés tervezett időpontja 1956. augusztus 28-a, éjszaka 23 óra legyen. Szoboszlai Aladár itt fogalmazta meg az felkelés kiáltványát is. A konspiratív megbeszélésen Szoboszlay Aladár, Huszár József, Orbán István, Tamás Dezső és Kőszegi Dénes vett részt. Tamás Dezső vezetésével vonattal indultak volna Bukarestbe, hogy elfoglalják a rádió épületét. Mivel Gyenge Dénes nem jelent meg az embereivel, az utazás és az felkelés is elmaradt.
Az felkelés második lehetséges dátumát 1956. október 28-ra tették, ezt megelőzően Orbán István taxival utazott Csikszeredából Kézdivásárhelyre, hogy figyelmeztesse Kónya István ügyvédet arra, hogy másnap legyen embereivel a sepsiszentgyörgyi vasútállomáson. Ebben az időben, amikor ilyen hosszú távra senki nem utazott taxival, a Securitate embereinek azonnal feltűnt Orbán István különös utazása és nyomozni kezdtek utána. Ebben a nyomozásban nagy segítségükre volt egy "Iosif" álnevű besúgó, aki szintén tagja volt a szervezkedésnek. "Iosif" segítségének köszönhetően a Securitate hamar leleplezte az összeesküvést, majd a tagokat sorra letartóztatták, Orbán Istvánt 1957. október 10-én.
Ezt követően a Kolozsvári III. hadtest hadbírósága 6-od rendű vádlottként hazaárulás vádjával halálra és teljes vagyonelkobzásra ítélte. A Legfelsőbb Törvényszék Katonai Kollégiuma 1958. július 24-én az alapfokon hozott ítéletet megerősítette. A Nagy Nemzetgyűlés elnöksége 1958. augusztus 22-én a kegyelmi kérvényt visszautasította. A halálos ítéletet 1958. szeptember 1-jén a Securitate temesvári börtönében végrehajtották. A kivégzésről jegyzőkönyv készült. Orbán Istvánnak két gyermekét is elítélték. Pétert 25 évnyi kényszermunkára, de 1964-ben általános amnesztiával szabadult.  
Az '56-os Vitézi Lovagrend 2001. október 13-án néhai vitéz Orbán Istvánt posztumusz lovagjává fogadta.